# Маэда Кэйдзи
Маэда Тосимасу (前田 利益?, 1543? — 1612), больше известный как Маэда Кэйдзи (前田慶次?) или Кэйдзиро (慶次郎), был самураем, жившим в конце эпохи Сэнгоку — начале эпохи Эдо. Родился он в деревне Арако (нынешняя Накагава, Нагоя), и по рождению был членом клана Такигава. Его отцом был Такигава Кадзумасу, но позже он был усыновлён Маэдой Тосихисой, старшим братом Маэды Тосииэ.
Тосимасу служил Оде Нобунаге, как и его дядя. Сначала он намеревался взять правление кланом Маэда в свои руки, однако, когда Ода заменил Тосихису, как главу семьи, на Тосииэ, Тосихиса потерял свой статус. Вероятно, из-за утерянного права наследования, Тосимасу и стал так плохо ладить со своим дядей.
В Киото Тосимасу познакомился с Наоэ Канэцугу, главным вассалом (каро) Уэсуги Кагэкацу, и они подружились. Позже Тосимасу согласился присоединиться к Канэцугу во время завоевательной кампании клана Уэсуги в Айдзу. Во время отступления в ходе этой провалившейся кампании Тосимасу получил задание вести арьергард. Верхом на своем коне Мацукадзэ, он рвался в бой, размахивая копьем-яри, производя внушительное впечатление. Благодаря действиям Тосимасу, клан Уэсуги смог отступить, не будучи втянутым в сражения.
После этого Тосимасу вернулся в столицу и посвятил себя искусствам и литературе. Тосимасу не позволено было участвовать в походе Тоётоми на Кюсю из-за его дикого нрава. Но когда Токугава бросил вызов клану Уэсуги в 1600 году, он снова примкнул к ним. В сражении против клана Могами он прорвал линию обороны противника всего с восемью соратниками. После того, как клан Уэсуги перебрался в Ёнэдзаву, Тосимасу остался с ними на правах простого вассала.
Доспех Тосимасу до сих пор выставлен в музее Миясака.